# HateAid
HateAid (von engl. ,hate‘/,Hass‘ und ,aid‘/,Hilfe‘) ist eine gemeinnützige GmbH zur Beratung und Unterstützung von Betroffenen von Online-Hassrede und Hasskommentaren mit Sitz in Berlin. Die Organisation ist unabhängig und überparteilich. Sie wurde im Jahr 2018 von den Nichtregierungsorganisationen Campact und Fearless Democracy zusammen mit Anna-Lena von Hodenberg ins Leben gerufen und wird von Hodenberg sowie Josephine Ballon geführt. Ihrem Selbstverständnis nach setzt sich die Organisation für Menschenrechte im Netz ein und klärt über gesamtgesellschaftliche Gefahren im digitalen Raum für Demokratie und Meinungsfreiheit auf.

## Ziele
HateAid ist eine gemeinnützige Organisation für Menschenrechte im Netz. Mit ihrer Betroffenenberatung und rechtlichen Unterstützung sowie mit der Sensibilisierung von Politik und Gesellschaft für digitale Gewalt, will HateAid demokratische Grundwerte im Netz stärken. Die Organisation bietet Betroffenen von digitaler Gewalt bei Hasskommentaren und anderen Formen digitaler Gewalt eine emotional stabilisierende Erstberatung, aufbauende Beratungen sowie gegebenenfalls eine Prozesskostenfinanzierung an. Über einen Fonds zur Prozesskostenfinanzierung führt sie Zivilprozesse gegen digitale Straftaten im Namen von Betroffenen. Durch die erstrittenen Schadensersatzansprüche sowie Spenden möchte sie weitere Prozesse finanzieren.
HateAid ist es wichtig, die Rahmenbedingungen von Betroffenen digitaler Gewalt langfristig zu verbessern.
Am 27. April 2021 unterstützte HateAid die Klage von Renate Künast gegen Facebook zur Löschung illegaler Inhalte am Beispiel eines verleumdenden Memes. Es handelte sich dabei um den ersten Grundsatzprozess gegen eine Plattform in dieser Form.  In erster und zweiter Instanz wurde gerichtlich geklärt, dass Facebook identische und kerngleiche Memes selbst gezielt suchen und löschen muss.
Gemeinsam mit der jüdischen Studierendenorganisation European Union of Jewish Students hat HateAid am 24. Januar 2023 Klage vor dem Landgericht Berlin gegen X (damals noch Twitter) eingereicht. Gegenstand der Klage gegen strafbare, antisemitische und volksverhetzende Tweets ist unter anderem auch die Verharmlosung und Leugnung der Shoah. X hat beim Prozess auf Unzuständigkeit der deutschen Justiz plädiert. Das Gericht folgte dieser Argumentation und wies die Klage damit ab. HateAid geht in Berufung.
Seit 2022 gehört die Seite Dickstinction.com zur HateAid gGmbH. Auf dieser Seite werden Betroffene dabei unterstützt, ungewollte Penisbilder zur Anzeige zu bringen.
Im Juni 2025 wurde die HateAid gGmbH von der Bundesnetzagentur zum Trusted Flagger, also zur neutralen Hinweisgeberin, ernannt. Damit unterstützt die Organisation mit ihrer Expertise in digitalem Recht dabei, dass der Digital Services Act von den Plattformen wirklich umgesetzt wird.

## Mandanten
Zu den ersten Betroffenen, die durch HateAid vertreten werden, zählte die Klima-Aktivistin Luisa Neubauer. Im Rahmen der Prozesskostenfinanzierung von HateAid bekam sie 2021 vor dem Landgericht Frankfurt eine Entschädigungszahlung von 6.000 Euro zugesprochen, nachdem Akif Pirinçci sie auf Facebook sexistisch und erniedrigend angegriffen hatte. Das Geld floss zurück in den solidarischen Fonds für Betroffene digitaler Gewalt.
Im Juli 2019 wurde Renate Künast vor dem Landgericht Berlin durch HateAid vertreten, um von Facebook die Herausgabe von Nutzerdaten zu erwirken. Ziel war es, die Identität der Urheber mutmaßlich strafbarer Hasskommentare zu ermitteln, um anschließend Strafanzeige stellen zu können. Der Antrag wurde im September 2019 abgewiesen. Nach einer Beschwerde Künasts beim Kammergericht Berlin änderte das Landgericht sein Urteil dahingehend ab, dass nunmehr 6 der 22 Kommentare als Beleidigungen eingestuft wurden. Im Oktober 2022 schätze das Bundesverfassungsgericht auch die restlichen Kommentare als Beleidigungen nach § 185 StGB geahndet ein. Das Kammergericht Berlin erkannte im November 2022 alle 22 Kommentare als Straftat an.
Auch die Kulturwissenschaftlerin Madita Oeming fand Unterstützung bei HateAid. Im August 2019 hatte sie per Twitter darüber informiert, dass sie von der FU Berlin einen Lehrauftrag erhalten hatte und ein Seminar mit dem Titel Porn in the USA geben würde. Ein Retweet mit abschätzigem Kommentar durch Beatrix von Storch wurde von 250.000 Nutzern gesehen und Oeming erlebte über zwei Tage einen intensiven Shitstorm.
Igor Levit, Nicole Diekmann, Louisa Dellert, Gollaleh Ahmadi und die Elevator Boys sind weitere Klientinnen und Klienten von HateAid, die in der Öffentlichkeit stehen und als Betroffene in der Öffentlichkeit dazu sprechen.
HateAid unterstützt aber nicht nur Prominente, sondern alle Personen, die selbst keinen Hass verbreiten. Im Jahr 2024 hat das Team von HateAid 1.877 Betroffene in 7.688 Vorfällen betreut. HateAid finanzierte im Jahr 2024 326 Strafanzeigen, 143 Abmahnungen und 49 Zivilklagen.

## Finanzierung

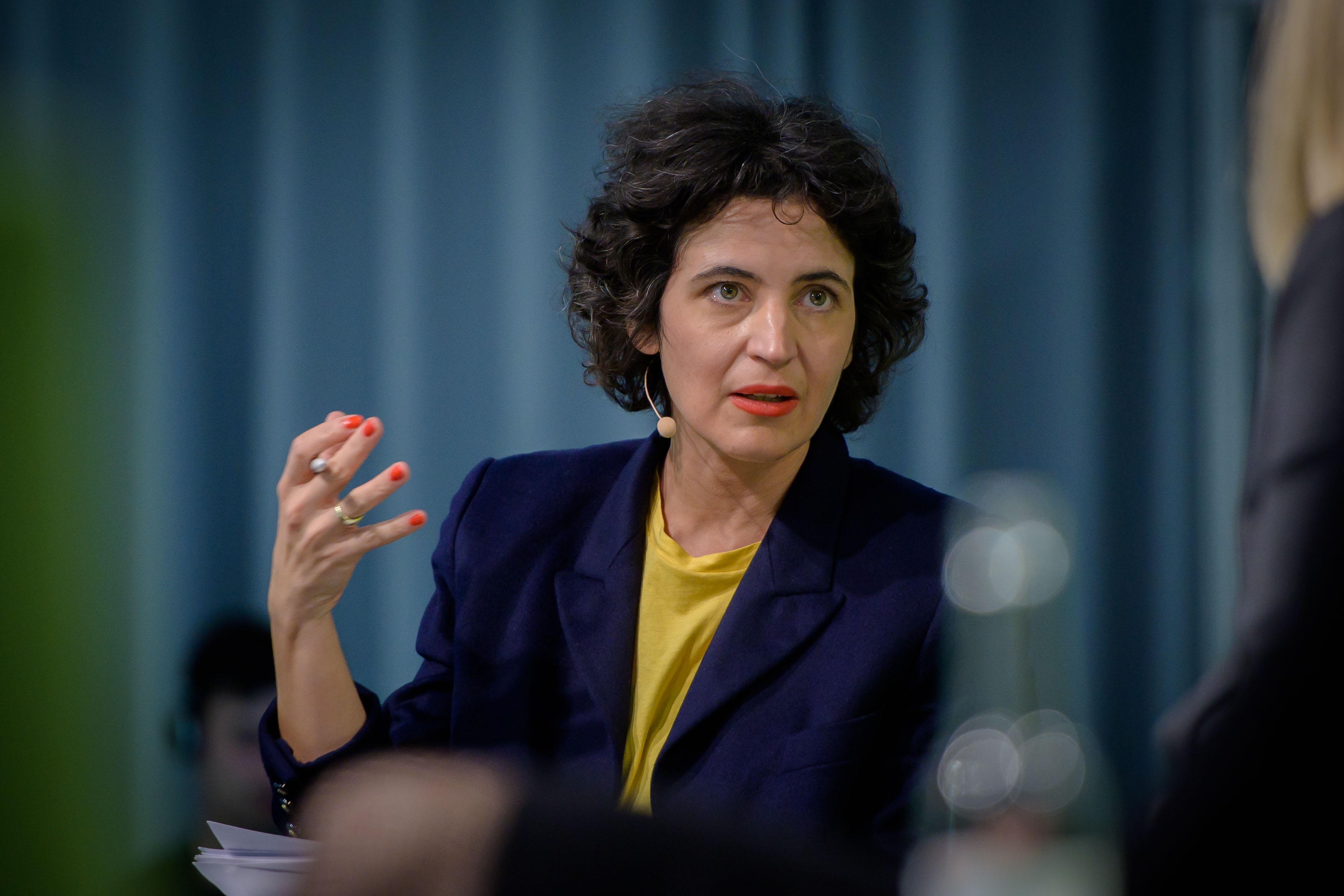
Geschäftsführerin Anna-Lena von Hodenberg bei einer Konferenz der Heinrich-Böll-Stiftung (2021)

Die Gründung von HateAid wurde von der Robert Bosch Stiftung unterstützt.
Im Jahr 2024 bestand die Finanzierung aus privaten (58,3 %) und öffentlichen Förderungen (25,2 %), freien Spenden (13,2 %) und sonstigen Einkünften wie Geldauflagen (3,3 %).
Die größten Förderungen kamen 2024 von der Alfred Landecker Foundation, dem Bundesministerium für Familie, Senioren, Frauen und Jugend und dem Bundesministerium der Justiz. HateAid wird auch durch bekannte Förderer unterstützt: So spendeten die Journalisten Boris Herrmann und Nico Fried ihr Preisgeld des Medienpreises des Bundestags, und Rechtsanwalt Chan-jo Jun spendete sein Preisgeld des Max-Dortu-Preises für Zivilcourage und gelebte Demokratie der Landeshauptstadt Potsdam.

## Auszeichnung
HateAid ist Trägerin der Theodor-Heuss-Medaille 2023, des Rothenburger Preises für Erinnerung und Zukunft, des Wertepreises für Demokratie der Werte-Stiftung und des For.Net Awards der Technischen Universität München. 